# James Rockefeller
James Stillman Rockefeller (Nueva York, 8 de junio de 1902-Greenwich, 10 de agosto de 2004) fue un deportista estadounidense que compitió en remo. Participó en los Juegos Olímpicos de París 1924, obteniendo una medalla de oro en la prueba de ocho con timonel.

## Palmarés internacional
| Juegos Olímpicos | Juegos Olímpicos | Juegos Olímpicos | Juegos Olímpicos |
| Año              | Lugar            | Medalla          | Prueba           |
| ---------------- | ---------------- | ---------------- | ---------------- |
| 1924             | París (Francia)  | Medalla de oro   | Ocho con timonel |